# Josep Maria Güell i Socias
Josep Maria Güell i Socias (Tarragona, 7 de gener de 1928 – 1 de maig de 2011) fou un traductor, literat i polític català, fill de Manuel Güell Santacana i de Rosa Socias Marrugat.
Va haver d'enfrontar-se a una tuberculosi pulmonar, motiu pel qual va estar dos anys allitat. Afortunadament, la malaltia li va permetre descobrir Dostoievski i els altres grans genis de la literatura russa clàssica. El seu caràcter metòdic i disciplinat, va ajudar-lo a aconseguir el que s'havia proposat: aprendre el rus.
A força de copiar-ne pàgines i pàgines, també de manera autodidacta va encarar l'aprenentatge de la llengua russa, amb l'única ajuda d'un mètode rus-francès i la pràctica oral amb un ciutadà rus que residia a Tarragona. De les pàgines del manual passà a copiar els clàssics russos i a traduir-ne fragments: aquesta fou la seva escola de llengua i traducció.
Va ser un dels fundadors del Lingua Club a Tarragona (1952), i va col·laborar amb la difusió del conegut Diccionari Català-Valencià-Balear, de Francesc Borja Moll.
El 25 de juny de 1953 es va casar amb Joana Junkert Serrahima. Van tenir dos fills, Manuel Güell (1965) i Joana Güell (1966).
Pel que fa la traducció professional, va arribar-hi de forma fortuïta. La publicació de l'última novel·la de Dostoievski Els germans Karamàzov (1961) li va provocar una gran indignació. A partir de versions interposades i l'elogi d'aquest mètode de traducció en el pròleg, va portar-lo a enviar al traductor i editor, Joan Sales, una carta força irada.
Els grans clàssics també van ocupar un lloc destacable en la seva trajectòria i va fer alguna incursió en la poesia, centrada en Evgueni Evtuixenko, poeta contemporani, i en algunes composicions de la ja clàssica veu del món rural Serguei Iessenin.
La crítica literària l'ha considerat continuador directe de l'obra d'Andreu Nin i ha sigut elogiat per Pere Gimferrer, Manuel de Seabra, Joan Triadú o Carles Barba,

## Obra
Ha traduït del rus més de 50 obres.
Ha traslladat al català una vintena d'obres:
- (1967) Gorki, Màxim. La meva infantesa. Barcelona: Edicions 62.
- (1968) Soljenitsin, Aleksandr. La casa de Matriona. Tot sigui per la causa. Barcelona: Edicions 62.
- (1970) Frolov, Vadim. El perquè de les coses. Barcelona: Proa.
- (1970) Gorki, Màxim. Les meves universitats. Barcelona: Edicions 62.
- (1971) Soljenitsin, Aleksandr. Miniatures en prosa. Barcelona: Edicions 62,
- (1973) Gorki, Màxim. La mare. Barcelona: Edicions 62,
- (1982) Dostoievski, Fiòdor. L'idiota. Barcelona: Edicions 62,
- (1982) Siòmin, Vitali. Set en una casa. Barcelona: Proa,
- (1983) Aksàrina, N. L'educació dels infants fins als set anys. [Amb Anna Ginés]. Barcelona: Edicions 62,
- (1984) Gógol, Nikolai. Les ànimes mortes. Barcelona: Edicions 62.
- (1985) Trífonov, Yuri. Una altra vida. Barcelona: Grijalbo.
- (1986) Gontxarov, Ivan. Oblómov. Barcelona: Proa.
- (1987) Dostoievski, Fiòdor. Dimonis. Barcelona: Edhasa.
- (1991) Bulgàkov, Mikhaïl. La Guàrdia Blanca. Barcelona: Edicions 62.
- (1991) Pasternak, Borís. El salconduit. Barcelona: Edicions 62.
- (1995) Berbèrova, Nina. El subratllat és meu. Barcelona: Edicions 62.
- (1995) Evtuixenko, Evgueni. Quasi al final. Barcelona: Edicions 62.
- (1998) Dostoievski, Fiòdor. L'adolescent. Barcelona: Proa.
- (1987) Sangui, A. [et al.]. Literatura soviètica de les nacionalitats del Gran Nord. Perpinyà: Llibres del Trabucaire.
- (1991) Poesia russa contemporània. Antologia. Barcelona: Edicions 6,.

I en castellà:
- (1966) Bondarev, Yuri. Silencio. Barcelona: Seix Barral.
- (1968) Tendriakov, Vladimir. El tres, el siete y el as. Barcelona: Seix Barral.
- (1969) Vasil'evich Lunacharskii, Anatolii. Las artes plásticas y la política artística de la Rusia revolucionaria. Barcelona: Seix Barral.
- (1970) Bábel, Isaak Émmanuilovich. Caballería Roja. Barcelona: Editorial Barral.
- (1977) Evtushenko, Evgueni. Tres minutos de verdad: versos y poemas 1952-1958. Barcelona: Ediciones 29.
- (1977) Evtushenko, Evgueni. ¡Escuchadme, ciudadanos!: versos y poemas 1959-1964. Barcelona: Ediciones 29.
- (1978) Grigorievich, Valentin. Vive y recuerda. Barcelona: Editorial Grijalbo
- (1978) Lacis, Vilis. El hijo del pescador. Moscú: Editorial Progreso.
- (1979) Rasputin, Valentin. El adiós a Matiora. Esplugues de Llobregat: Plaza & Janés.
- (1982) Rasputin, Valentin. Dinero para María. Esplugues de Llobregat: Plaza & Janés.
- (1982) Ribakov, Anatoli. La arena pesada. Barcelona: Editorial Grijalbo.
- (1984) Eutushenko, Eugeni. Siberia, tierra de bayas. Barcelona: Editorial Planeta.
- (1985) Aitmatov, Chinguiz. Un día más largo que un siglo. Barcelona: Editorial Planeta
- (1986) Saltikov-Schedrin, Mijail. Los Señores Golovliov. Moscú: Editorial Ráduga
- (1987) Bíkov, Vasil. El signo de la desgracia. Barcelona: Editorial Planeta.
- (1988) Dudíntsev, Vladimir. Los vestidos blancos. Barcelona: Editorial Península
- (1988) Astafiev, Víctor. Historia triste de un policía. Barcelona: Editorial Planeta
- (1990) Bogomolov, Vladimir. El momento de la Verdad. Barcelona: Editorial Planeta.
- (1990) Trifonov, Yuri. El viejo. Barcelona: Editorial Planeta.
- (1990) Kim, Anatoli. La ardilla. Barcelona: Editorial Paradigma.
- (1991) Bitor, Andrei. La Casa Pushkin. Barcelona: Editorial Tusquets.
- (1991) Tolstaya, Tatiana. Fuego y polvo. Barcelona: Círculo de Lectores.
- (1992) Solzhenitsyn, Alexandr. El primer círculo. Barcelona: Editorial Tusquets.
- (2015) Archipiélago Gulag: ensayo de investigación literaria (1918-1956). Barcelona: Editorial Tusquets.

Finalment, cal consignar que resta inèdit el Viatge de Sant Petersburg a Moscou d'Aleksandr Radísxev, la seva darrera traducció al català, que rebé un ajut de la Institució de les Lletres Catalanes l'any 1998.